# Ernst van Kempen

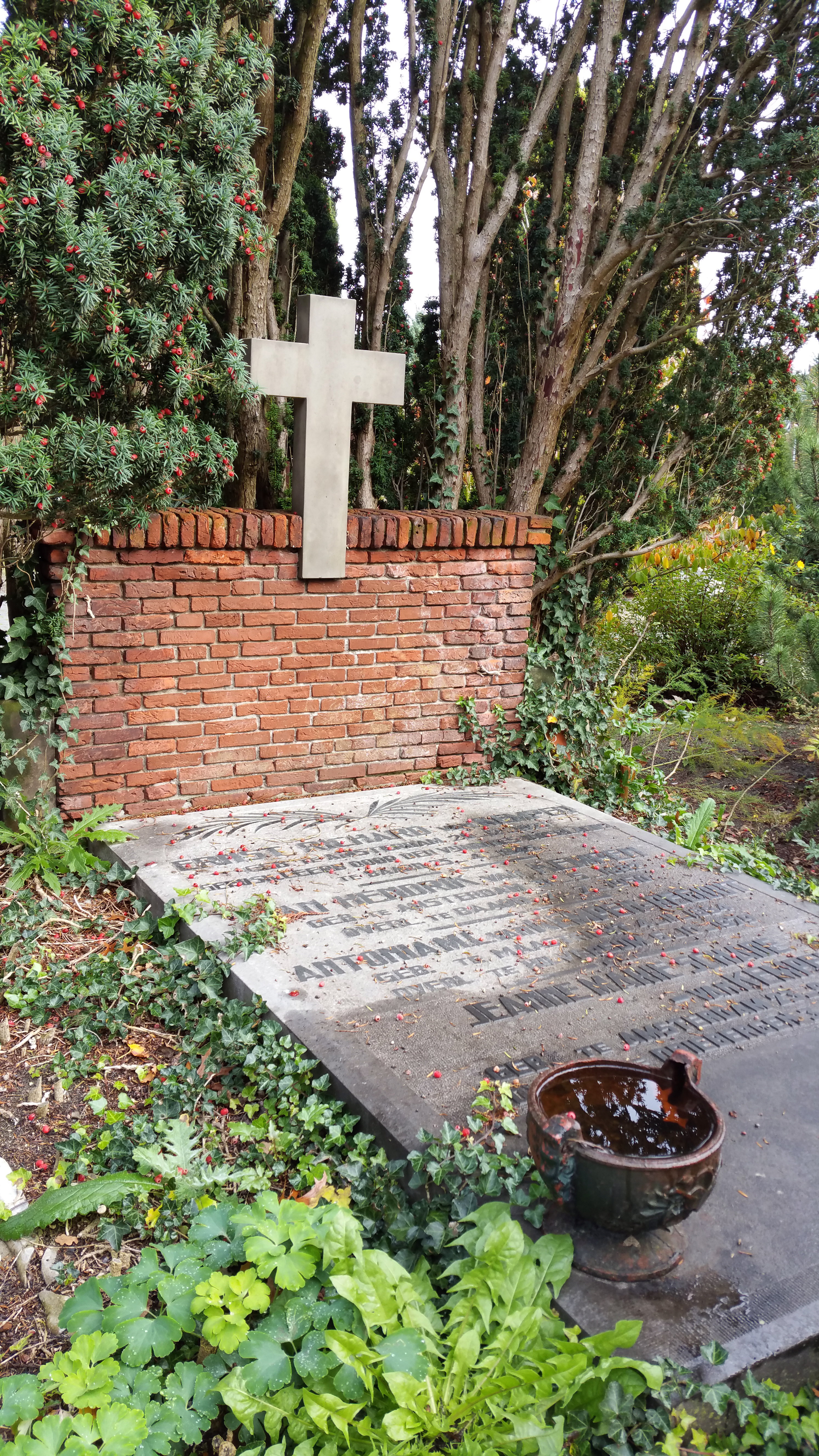
Graf van Ernst Richard van Kempen op de R.K. begraafplaats Baarn

Ernst Richard van Kempen (Baarn, 20 december 1923 - aldaar, 25 april 1945) was een Nederlandse verzetsstrijder tijdens de Tweede Wereldoorlog.
Ernst van Kempen was de jongste van drie kinderen van Jan Hendrik van Kempen (1892-1950) en Antonia Marie Léo Regout (1894-1979). Beide ouders stamden uit ondernemersfamilies. Zijn moeder was een kleindochter van de Maastrichtse fabrikant en politicus Louis I Regout en een nicht van de jezuïet en verzetsstrijder Robert Regout. Ernst groeide op in Baarn en ging na het behalen van zijn HBS-diploma scheikunde studeren. Hij was toen hij nog op de middelbare school zat al betrokken geraakt bij de verzetsgroep van zijn oudere broer Emile Hubert van Kempen en verrichtte hiervoor koeriersdiensten en observatieklussen.
Op 25 april 1945 werd de goederenopslag van zijn vader, die handelaar was, leeggehaald door het Duitse leger. Van Kempen volgde de wagen naar het hoofdkwartier aan de Generaal van Heutzlaan in Baarn en werd daar opgemerkt en gearresteerd door de Duitsers. In zijn broekzak werd een beschrijving van een Mills handgranaat aangetroffen en na ondervraging werd hij diezelfde avond in het bos tegenover de villa aan de Julianalaan 11 (waar hij verhoord was) standrechtelijk gefusilleerd en ter plekke begraven.
Kort na de bevrijding heeft men zijn stoffelijke resten in het bos getraceerd en op 15 juni 1945 zijn deze geïdentificeerd en herbegraven in het uniform van de Binnenlandse Strijdkrachten op het Rooms-katholieke kerkhof achter de Nicolaaskerk. Op de plaats van de terechtstelling staat een herdenkingskruis in het bos.
In 1949 werd als eerbetoon aan Van Kempen, die in zijn jeugd zelf lid was geweest van de Zeeverkenners, een scoutinggroep naar hem vernoemd in Baarn. De groep bezoekt elk jaar op Sint Jorisdag (23 april) de plek waar hij werd neergeschoten in het Baarnse Bos.